# Request for Comments
Request for Comments (RFC)-- „Искане (заявка) за обсъждане“ е издание на Работната група за интернет инженеринг (IETF) и Интернет общество (ISoc) – основните органи в областта на техническите разработки и определянето на стандарти за Интернет.
RFC е термин за компютърни мрежи и Интернет и представлява работен документ с пореден номер в серия от такива документи, съдържащ предложения за стандарти и/или допълнителна информация. Тези документи се използват широко както от комерсиални, така и от некомерсиални софтуерни производители, от общностите на Интернет и Юникс потребителите. Поредицата от RFC документи започва през 1969 като част от проекта ARPANET, предшественик на Интернет. Днес това е официалният канал, през който IETF и други Интернет организации публикуват стандарти. RFC-тата покриват и други теми като нови разработки и коментари относно текущото състояние на Интернет.
RFC-та се публикуват от редактор, който е подчинен на IAB. Веднъж получило номер и публикувано, RFC никога не се отменя или скрива, а се замества от публикацията на ново. За да се определи кои RFC-та са активни Интернет стандарти и кои са остарели, се използва Internet Standard 1 (STD 1), който се публикува периодично като RFC.
RFC-та могат да се намерят в Интернет на адрес www.ietf.org/rfc.html, както и на много други места чрез anonymous FTP, gopher, и други системи за извличане на документи от Интернет.
Всяко RFC се публикува в ASCII текстов формат, като има и други формати. Нормативната версия е винаги в ASCII формат.
RFC-тата се създават по начин, който е доста по-различен от начина, използван от специализирани в създаването на формални стандарти организации, каквато е например ANSI. Те често се обменят между технически експерти, работещи по тяхно собствено желание, като резултатите могат да се прегледат от всички с достъп до интернет. На практика, RFC-та върху стандарти обикновено се изработват от експерти, участващи в работни групи, които първо публикуват чернови (Internet-Drafts) на стандартите. Така се позволява голям брой хора да прегледат документите още преди те да се превърнат в RFC-та.
Традицията RFC-тата да се пишат от прагматични, водени от опита си личности или малки работни групи, след като това, което описват вече са го направили, има сериозни предимства пред по-формалния процес, типичен за ANSI или ISO.
Едно от тези предимства е традицията да се пишат шеговити RFC-та. Обикновено се публикува поне едно годишно, често за деня на шегата.
RFC-тата са удивителни най-вече с това, колко добре работят – в тях липсват неяснотите, широко разпространени в неформалните спецификации, както и недомислиците, които често присъстват във формалните стандарти.
За детайли относно RFC-тата и техния живот, вижте RFC 2026, „The Internet Standards Process, Revision 3“.
RFC 1, озаглавено „Host Software“, е написано от Стив Крокър от Калифорнийски университет – Лос Анджелис и е публикувано на 7 април, 1969.
Пълен списък от RFC-та в текстов формат може да се намери на уеб сайта на IETF. Всяко публикувано RFC може да бъде директно свалено от адрес www.ietf.org/rfc/rfc#.txt, като знака # се замени с номера на RFC-то.

## Списък на най-важните RFC-та
| RFC      | Subject                                              |
| -------- | ---------------------------------------------------- |
| RFC 768  | User Datagram Protocol                               |
| RFC 791  | Internet Protocol                                    |
| RFC 792  | Control message protocol                             |
| RFC 793  | Transmission Control Protocol                        |
| RFC 821  | Simple Mail Transfer Protocol, obsoleted by RFC 2821 |
| RFC 822  | Format of e-mail, obsoleted by RFC 2822              |
| RFC 826  | Address resolution protocol                          |
| RFC 894  | IP over Ethernet                                     |
| RFC 951  | Bootstrap Protocol                                   |
| RFC 959  | File Transfer Protocol                               |
| RFC 1034 | Domain Name System – concepts                        |
| RFC 1035 | DNS – implementation                                 |
| RFC 1122 | Host Requirements I                                  |
| RFC 1123 | Host Requirements II                                 |
| RFC 1191 | Path MTU discovery                                   |
| RFC 1256 | Router discovery                                     |
| RFC 1323 | High performance TCP                                 |
| RFC 1350 | Trivial File Transfer Protocol                       |
| RFC 1403 | BGP OSPF Interaction                                 |
| RFC 1498 | Architectural discussion                             |
| RFC 1518 | CIDR address allocation                              |
| RFC 1519 | Classless inter-domain routing                       |
| RFC 1661 | Point-to-Point Protocol                              |
| RFC 1738 | Uniform Resource Locators                            |
| RFC 1771 | A Border Gateway Protocol 4                          |
| RFC 1772 | BGP application                                      |
| RFC 1789 | Telephone over Internet                              |
| RFC 1812 | Requirements for IPv4 Routers                        |
| RFC 1889 | Real-Time transport                                  |
| RFC 1905 | Simple network management protocol                   |
| RFC 1907 | MIB                                                  |
| RFC 1918 | „Network 10“                                         |
| RFC 1939 | POP3                                                 |
| RFC 2001 | TCP performance extensions                           |
| RFC 2026 | Internet Standards process                           |
| RFC 2045 | MIME                                                 |
| RFC 2046 | MIME                                                 |
| RFC 2047 | MIME                                                 |
| RFC 2048 | MIME                                                 |
| RFC 2049 | MIME                                                 |
| RFC 2060 | IMAP4, obsoleted by RFC 3501                         |
| RFC 2131 | DHCP                                                 |
| RFC 2223 | Instructions to RFC Authors                          |
| RFC 2231 | Character Sets                                       |
| RFC 2328 | OSPF                                                 |
| RFC 2401 | Security Architecture                                |
| RFC 2453 | Routing Information Protocol                         |
| RFC 2525 | TCP Problems                                         |
| RFC 2535 | DNS Security                                         |
| RFC 2581 | TCP congestion control                               |
| RFC 2616 | HTTP                                                 |
| RFC 2663 | Network address translation                          |
| RFC 2766 | NAT-PT                                               |
| RFC 2821 | Simple Mail Transfer Protocol                        |
| RFC 2822 | Format of e-mail                                     |
| RFC 2960 | SCTP                                                 |
| RFC 3010 | Network File System                                  |
| RFC 3031 | MPLS architecture                                    |
| RFC 3066 | Language Tags                                        |
| RFC 3092 | Etymology of „Foo“                                   |
| RFC 3098 | Advertise Responsibly Using E-Mail                   |
| RFC 3160 | Tao of IETF                                          |
| RFC 3168 | ECN                                                  |
| RFC 3501 | IMAP4rev1                                            |